# Takastenus albomaculatus
Takastenus albomaculatus är en stekelart som först beskrevs av William Harris Ashmead 1905.  Takastenus albomaculatus ingår i släktet Takastenus och familjen brokparasitsteklar. Inga underarter finns listade i Catalogue of Life.